# جولان (إرث يهودي)
الجولان ((بالعبرية: גּולן‏)؛ Gōlān أو Jōlān) هو اسم مدينة توراتية عُرفت لاحقًا من أعمال جوزيفوس (القرن الأول الميلادي) ويوسابيوس (أونوموستيكون، أوائل القرن الرابع الميلادي). حدد علماء الآثار موقع مدينة الجولان التوراتية في سحم الجولان، وهي قرية سورية تقع شرق وادي الرقاد في محافظة درعا، حيث عثر على الآثار البيزنطية المبكرة. حدد الجغرافي التاريخي الإسرائيلي، زيف فيلناي، مبدئيًا بلدة الجولان مع غوبلانا (جولان) من التلمود الذي اعتقد أنه أطلال إيج جيلبين على وادي دابيرة، بالقرب من بحيرة الحولة، عن طريق تحريف الاسم الأصلي للموقع. وبحسب فيلني، أخذت القرية اسمها من منطقة جولانيتيس (الجولان). الأطلال ليست بعيدة عن جسر بنات يعقوب. ج.شوماخر وصف آثار المدينة في أواخر القرن التاسع عشر على أنها «أطلال صحراوية»، «لا توجد بقايا مرئية ذات أهمية، ولكن [لها] مظهر من العصور القديمة العظيمة».
الجولان، في صيغة كرسيد جولانتس (باليونانية: Γαυλανῖτις)‏ Gaulanítis)، هو اسم المنطقة التي سميت على ما يبدو باسم بلدة الجولان. خلال معظم الفترة الهلنستية، عندما صيغ اسم جولانتس، كانت المنطقة جزءًا من الإمبراطورية السلوقية. في العصر الروماني تم تقاسمها بين مقاطعات يهودا وفينيقيا الرومانية.

## العبرية الكتاب المقدس
يشار إلى المنطقة في الكتاب المقدس العبري على أنها أراضي سبط منسى في منطقة باشان المحتلة: كانت الجولان هي أقصى شمال مدن اللجوء الثلاث شرق نهر الأردن (سفر التثنية 4:43). أعطى منسى هذه المدينة اللاوية للاويين الجرشونيين (جوشوا 21:27 ؛ 1 أسفار 6:71). وفقًا للكتاب المقدس، احتل الإسرائيليون الجولان، وأخذوها من الأموريين.

## الفترة الفارسية
خلال الفترة الفارسية (س.539-332 قبل الميلاد) شكلت منطقة الجولان مع باشان مرزبانية كرنايم.

## الفترات الهلنستية والرومانية المبكرة
أصبحت المنطقة التي تسمى الآن جولان، تشكل منطقة بمفردها خلال الفترة الهلنستية المبكرة. بمجرد أن بدأت الإمبراطورية السلوقية في الانهيار التدريجي، أصبحت الجولان هدفًا للقبائل الإيتورية والعربية الأخرى. في نفس الوقت كانت محاطة بالحروب الإقليمية التي خاضتها سلالة الحشمونئيم والحاكم الكسندر يانايوس (ص. 103-76 قبل الميلاد) والأنباط والملوك عبادة الأول والحارث الثالث ما بين كا. 93-80 قبل الميلاد، مما أدى إلى احتلال الجولان من قبل المذكورين. في عام 63 قبل الميلاد، احتل الجنرال الروماني بومبي كامل المملكة السلوقية السابقة، واستقر الإيتوريون في الجولان. في 23 قبل الميلاد، أستلم الملك اليهودي هيرودوس الكبير، وهو حاكم موالي لروما، الحكم على منطقة حوران الأوسع وتركها لورثته الذين احتفظوا بها حتى وفاة أغريبا الثاني في نهاية القرن الأول الميلادي.
كانت مدينة الجولان معروفة لجوزيفوس. بالقرب من الجولان، تعرض الإسكندر جانيوس لكمين من قبل الملك عبادة الأول من الأنباط. شكلت الحدود الشرقية للجليل وكانت جزءًا من الحكومة الرباعية لفيليب. وصفها يوسابيوس في كتابه أونوماستيكون بأنها قرية كبيرة أعطت اسمها للمنطقة الريفية المحيطة.

## الفترات الرومانية والبيزنطية المتأخرة
كانت المنطقة مزدهرة بين القرنين الثاني والسابع الميلادي عندما تم استبدال المجتمعات الوثنية بالتدريج بالمجتمعات المسيحية. من وجهة نظر أخرى أن مسيحيي الجولان كانوا من الغساسنة، وهي قبيلة عربية أصلها من اليمن، استخدمها البيزنطيون كحرس حدود منذ نهاية القرن الخامس. شهد علم الآثار وجودًا يهوديًا مهمًا منذ العصر الروماني في الجولان، وبحلول القرن السادس كان سكان الجولان البيزنطيين مكونين من اليهود والمسيحيين الغساسنة.
كانت الجولان مزدهرًة خلال الفترتين الرومانية والبيزنطية، ولكن كان لها طابع ريفي بحت وتفتقر إلى أي مدن كبيرة.